# Eyes Set to Kill
Eyes Set to Kill este o formație post-hardcore americană din Phoenix, Arizona. Trupa a fost foindată în 2003 de surorile Alexia și Anissa Rodriguez, alături de fosta vocalistă Lindsey Vogt. Cea din urmă s-a despărțit de trupă la mijlocul anului 2007 din cauza problemelor de management, formând un proiectul solo "The Taro Sound", iar apoi și formația "The Attraction." După plecarea lui Lindsey, Alexia și-a asumat poziția de vocalistă principală dar și de chitaristă.

## Membrii formației
Membri actuali
- Alexia Rodriguez - vocal, chitară (2003–prezent)
- Anissa Rodriguez - bas (2003–prezent)
- Caleb Clifton - baterie (2006–prezent)

Membri de turnee
- Justin Whitesel - chitară (2011)
- David Molina - chitară (2011)
- Manny Contreras - chitară (2014-prezent)

Foști membri
- Cisko Miranda - chitară ritmică (2012-2014), vocal (2010–2014)
- Lindsey Vogt - vocal (2003-2006)
- Spencer Merrill - vocal (2003)
- Austin Vanderbur - vocal (2003–2005)
- Brandon Anderson -  clape, vocal (2005–2010)
- Justin Denson - vocal (2010)
- Greg Kerwin - chitară (2007–2011)
- Zack Hansen - chitară (2003–2005)
- John Moody - chitară (2005–2006)
- Alex Torres - chitară (2006–2007)
- David Phipps - baterie (2003)
- Milad Sadegi - baterie (2003–2006)

## Discografie
Albume de studio
- Reach (2008)
- The World Outside (2009)
- Broken Frames (2010)
- White Lotus (2011)
- Masks (2013)
- Eyes Set to Kill (2018)

EP-uri
- When Silence Is Broken, The Night Is Torn (2006)

Compilații
- The Best of ESTK (2011)

## Premii și nominalizări

### Revolver Golden Gods Awards
| An   | Recipient                 | Premiu                    | Rezultat     |
| ---- | ------------------------- | ------------------------- | ------------ |
| 2010 | Alexia & Anissa Rodriguez | Hottest Chick(s) in Metal | Nominalizare |